# Mäntysaari (ö i Kymmenedalen, Kouvola, lat 61,19, long 26,76)
Mäntysaari är en ö i Finland. Den ligger i sjön Vuohijärvi och i kommunen Kouvola i den ekonomiska regionen  Kouvola ekonomiska region  och landskapet Kymmenedalen, i den södra delen av landet, 150 km nordost om huvudstaden Helsingfors. Öns area är 9,6 hektar och dess största längd är 1,2 kilometer i nord-sydlig riktning.